# Francophonie en Géorgie

République de Géorgie

La francophonie en Géorgie concerne aujourd’hui officiellement 18 000 personnes selon l’Organisation internationale de la francophonie, c’est-à-dire 5 millièmes de la population d’un pays qui compte 3,7 millions d’habitants.  

## Historique
Les premiers Géorgiens à entrer en relation avec la culture française semblent avoir été Nikoloz Philéli et Pharsadan Kartsikhéli : ils remettent en 1460 à Charles VII (roi de France) une lettre de Georges VIII de Géorgie. Cinq siècles plus tard, de jeunes aristocrates et des révolutionnaires viennent chercher les lumières françaises à Paris,. Une partie de l’intelligentsia géorgienne s'est tournée vers la culture française, même si une autre partie - non moins importante - se tourne vers la culture allemande.

## XXesiècle
Au début du XXe siècle, la délégation géorgienne, de retour de la Conférence de paix de Paris (janvier 1919), conforte le sentiment de sympathie que la République démocratique de Géorgie a éveillé en France, et contribue à la francophilie. L'invasion du territoire géorgien par les armées de la Russie soviétique (février/mars 1921) entraine l'exil de la plupart des membres de l'Assemblée parlementaire et du gouvernement : ils s’implantent à Leuville-sur-Orge, en Seine-et-Oise. Durant les soixante-dix années de régime soviétique, la langue française est reléguée au rôle de langue littéraire : seuls quelques bons auteurs sont étudiés. Après la Seconde Guerre mondiale, le retour au pays de quelques-uns des descendants d'émigrés entretient l'intérêt pour la culture française au profit d'une minorité d'érudits.
La situation ne change pas avec le retour à l’indépendance en 1991 : la volonté allemande de s’implanter économiquement dans les ex-pays de l’URSS et du Pacte de Varsovie (notamment favorisée par l’amitié personnelle entre Edouard Chevardnadze et Hans-Dietrich Genscher) et le rôle particulier des États-Unis (notamment les relations étroites entre Mikheil Saakachvili et George W. Bush) laissent peu de place à la francophonie : la langue française reste une langue culturelle, de rang secondaire après la langue maternelle géorgienne, les langues russe et anglaise.

## XXIesiècle
En janvier 2002, le Centre culturel français Alexandre Dumas de Tbilissi ouvre ses portes.
Le centre renforce son activité en 2004 par le lancement de la semaine francophone de Tbilissi. Le jumelage Nantes-Tbilissi, engagé en 1979, continue à porter ses fruits : en avril : la ville de Nantes envoie un bibliobus en Géorgie, chargé de livres français, destiné aux lecteurs francophones ne résidant pas au centre de la capitale géorgienne. En fin d’année, sur initiative de Gotcha Tchogovadze, ambassadeur de Géorgie en France et conclusion de Natia Japaridze, ambassadrice de Géorgie en France, la Géorgie devient pays observateur au sein de l’Organisation internationale de la francophonie. 
Pour 2005 et 2006, le bilan du jumelage Nantes-Tbilissi est particulièrement flatteur, en particulier en matière de formation des professeurs géorgiens de français dans le cadre de l’Académie de Loire-Atlantique. Parallèlement des professeurs français sont envoyés dans des écoles géorgiennes (École Marie Brosset, École 151…). En 2006, l’École française du Caucase est créée à Tbilissi.  
Le bilan 2006 et les perspectives 2007 de l'accord entre le département de l’Yonne et la région de Kakhétie, (conclu en 2002) comportent des réalisations et des projets dans les domaines agricoles et culturels, et dans ceux de la santé et de l'informatique. 
En 2009, l’état des lieux de la francophonie établi par l’Année francophone internationale entérine la langue française comme langue culturelle dans ce pays. 
En 2011, le centre culturel français de Tbilissi devient l’Institut français de Géorgie : il dispose de locaux plus vastes, permettant d'accueillir davantage de visiteurs. La même année, la French Business Council in Georgia devient la Chambre de commerce et d'industrie France-Géorgie, mais sa langue de travail reste l’anglais. La même année, un mois de la francophonie est organisé en Géorgie. 
En 2012, un Fonds pour la promotion de l'enseignement de la langue française en Géorgie est créé, faisant appel à des fonds publics et privés. Le journal français Marianne titre  « Géorgie, la french connection », afin d’opposer deux personnalités françaises proches du pouvoir géorgien. Dans les faits, hommes politiques et diplomates géorgiens ont souvent effectué leurs études supérieures en France, l’ex-président Mikheil Saakachvili à Strasbourg, l’ex-premier ministre Irakli Garibachvili à Paris, le ministre des Affaires étrangères Mikhéil Janélidzé à Grenoble, les trois derniers ambassadeurs en France, Natia Djaparidzé à Lyon, Mamuka Kudava à Paris et Ekatériné Siradzé Delaunay à Paris, sans oublier l’ex-ministre des Affaires étrangères Salomé Zourabichvili née française, et l’ex-premier ministre Bidzina Ivanichvili ancien résidant français et  naturalisé français. 
En 2014, une information sur le Fonds pour la promotion de l'enseignement de la langue française en Géorgie est diffusée sur TV5 Monde par son président : la langue française est désormais enseignée dans 18 écoles publiques géorgiennes.      
En 2015, le même canal de télévision recueille le témoignage d’une professeure géorgienne francophone, active sur un réseau Internet de professeurs francophones. 
Pour 2015/2016, l’Année francophone internationale publie sa dixième analyse sur la Géorgie. Si elle estime que l’enseignement de la langue française a concerné cent mille Géorgiens à l’époque contemporaine, bien peu la pratiquent : le russe est toujours la langue étrangère des générations les plus anciennes et l’anglais la langue étrangère d’aujourd’hui. Le chiffre de 18 000 locuteurs de langue française sur le territoire géorgien est plus que vraisemblable.
En septembre 2016, l'Année francophone internationale publie sa onzième analyse sur la Géorgie et confirme que le français y est une langue de culture.
Afin de célébrer le 25e anniversaire de la restauration des relations diplomatiques entre la France et le Géorgie, l'ambassade de France en Géorgie publie en novembre 2017 une série de vidéos, avec en particulier l'interview d'une professeur d'université relatant sa vision de la francophonie en Géorgie durant ces trente dernières années, celle du directeur de l'Institut français de Géorgie, celle de la directrice de l'École française du Caucase.
Le 26 mai 2018, à Tbilissi, le ministre français des Affaires étrangères, Jean-Yves Le Drian signe un mémorandum prévoyant la création à horizon 2020 d'une université franco-géorgienne, réunissant quatre établissements d'enseignement supérieur français et deux établissements géorgiens, dans les domaines de l'agriculture, de l'informatique et du tourisme. 
Le 2 janvier 2019, l'Agence universitaire de la Francophonie annonce que les Universités d'État de Koutaïssi (Akaki Tsereteli) et de Batoumi (Chota Roustavéli) rejoignent le réseau universitaire francophone.